# ルイージ・ムッシーニ
ルイージ・ムッシーニ（Luigi Mussini、1813年12月19日 - 1888年6月18日）は、ドイツ生まれのイタリアの画家である。

## 略歴
ベルリンで生まれた。父親はイタリアのベルガモ生まれで、プロイセン王室の宮廷音楽家を務めていた、ナターレ・ムッシーニ(Natale Mussini:1765-1837)で、母親も音楽家で、有名な作曲家ジュゼッペ・サルティの娘であった。兄に画家になったチェーザレ・ムッシーニ（Cesare Mussini:1804-1879)がいる。
兄とフィレンツェに移り、フィレンツェの美術学校でピエトロ・ベンヴェヌーティやジュゼッペ・ベッツォーリに学んだ。1840年に奨学金を受けてローマに留学し、4年間滞在し、ルネサンスの巨匠達の作品を学んだ。1844年にフィレンツェに戻り、画塾を開き、教えた学生には、シルヴェストロ・レーガやミケーレ・ゴルディジャーニがいる。
1848年から1849年の第一次イタリア独立戦争にジュゼッペ・ガリバルディの軍に義勇兵として参加するが、この戦いは共和国軍の敗北となった。ムッシーニは失望してパリに移り、パリではドミニク・アングルやイポリット・フランドランといった画家たちと交流した。
1851年にイタリアに戻りシエーナの美術学校の校長になった。校長の仕事を亡くなるまで37年間続け、教えた学生にはヴィスコンティ(Angelo Visconti )やカッシオーリ(Amos Cassioli)、フランキ(Alessandro Franchi)らがいる。
絵画の他に、チェスの名手としても知られ、チェスの専門誌「 Nuova Rivista degli Scacch」のチェスの問題のコンテストに入賞したことが知られ、16世紀のスペインで行われた有名なチェスの試合を描いた作品も残した。

## 作品

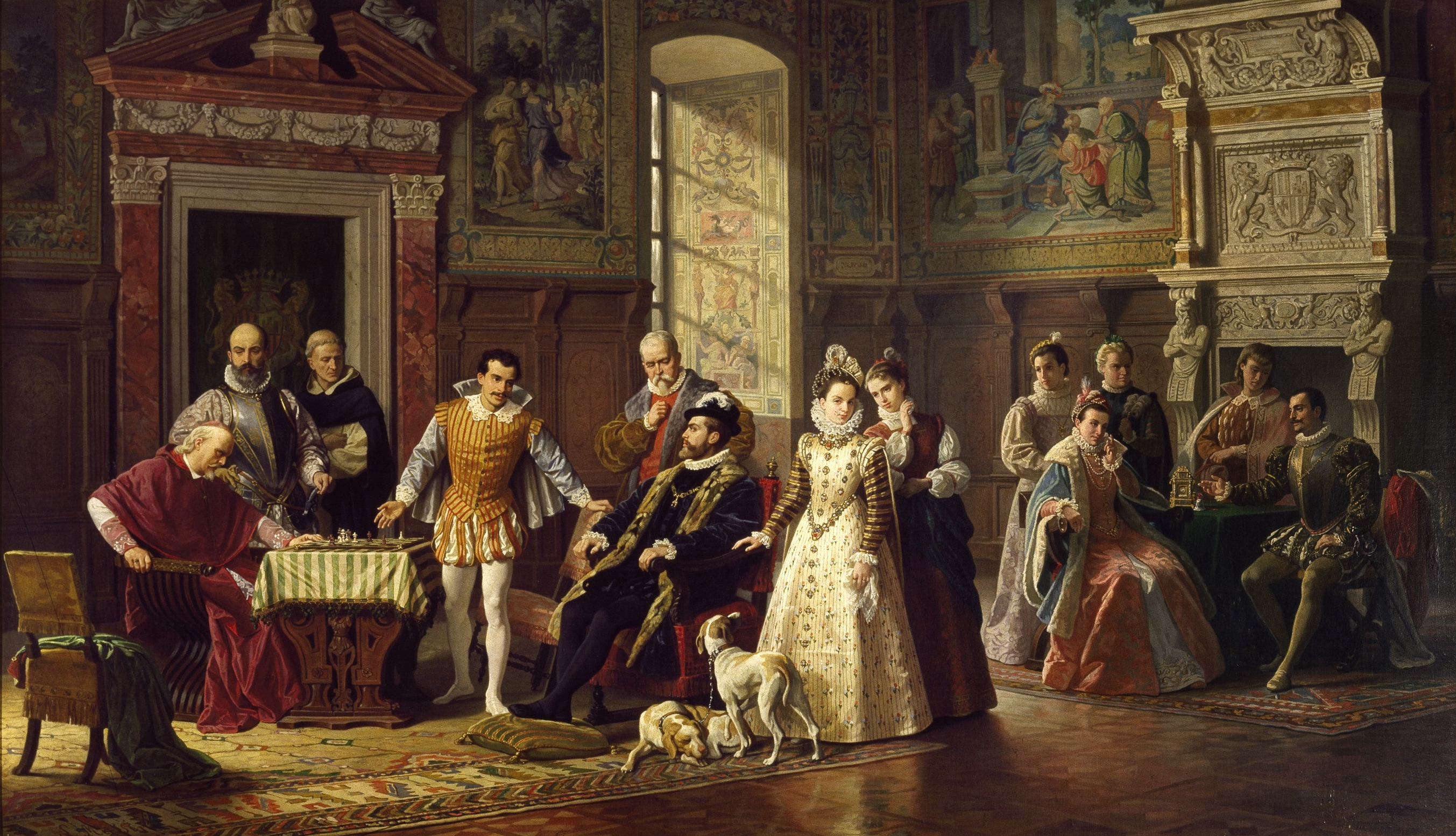
「ルイ・ロペス・デ・セグラとジョヴァンニ・レオナルド・ダ・クトリのチェスの試合」(1871)
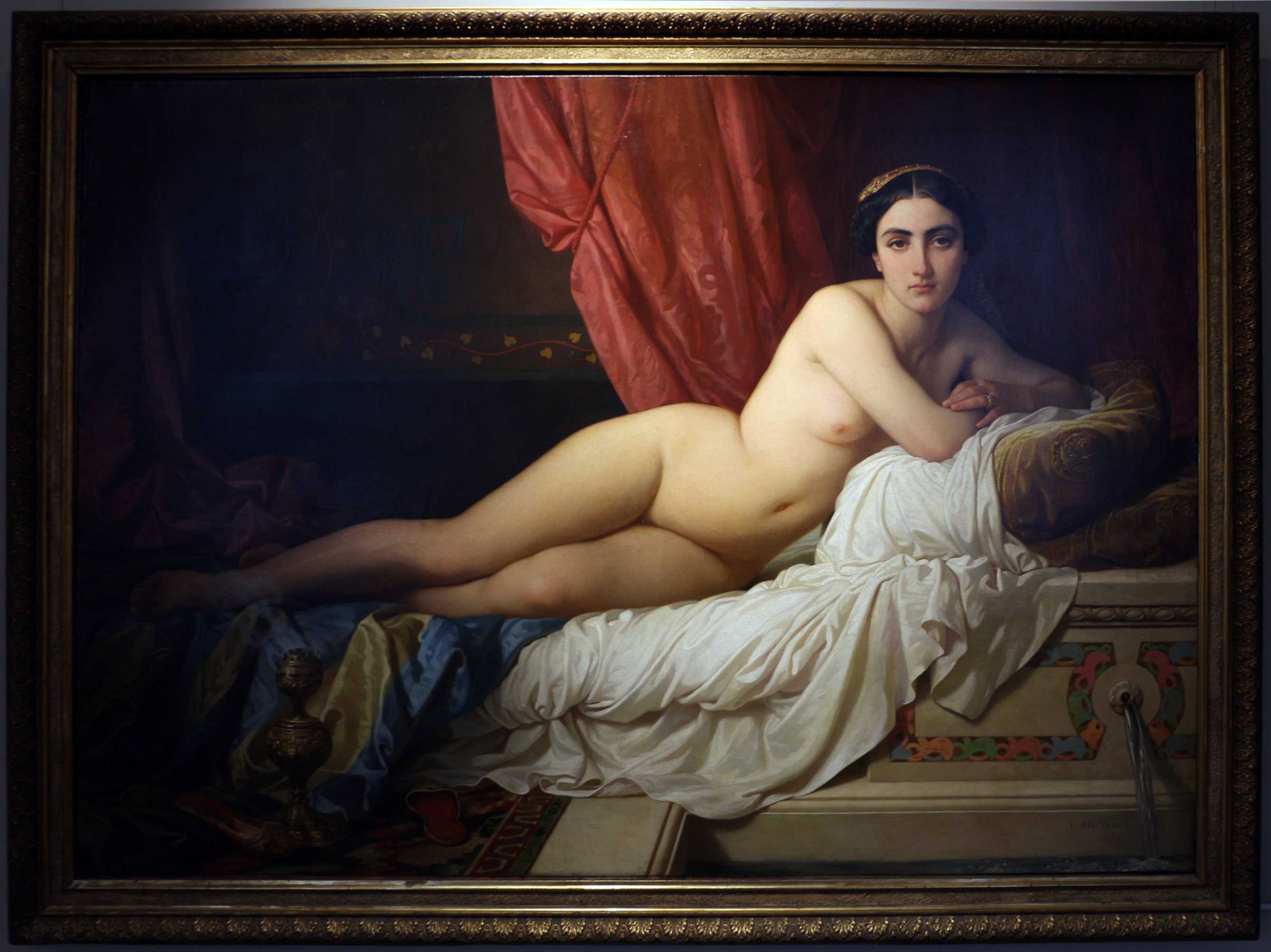
「オダリスク」(1862)
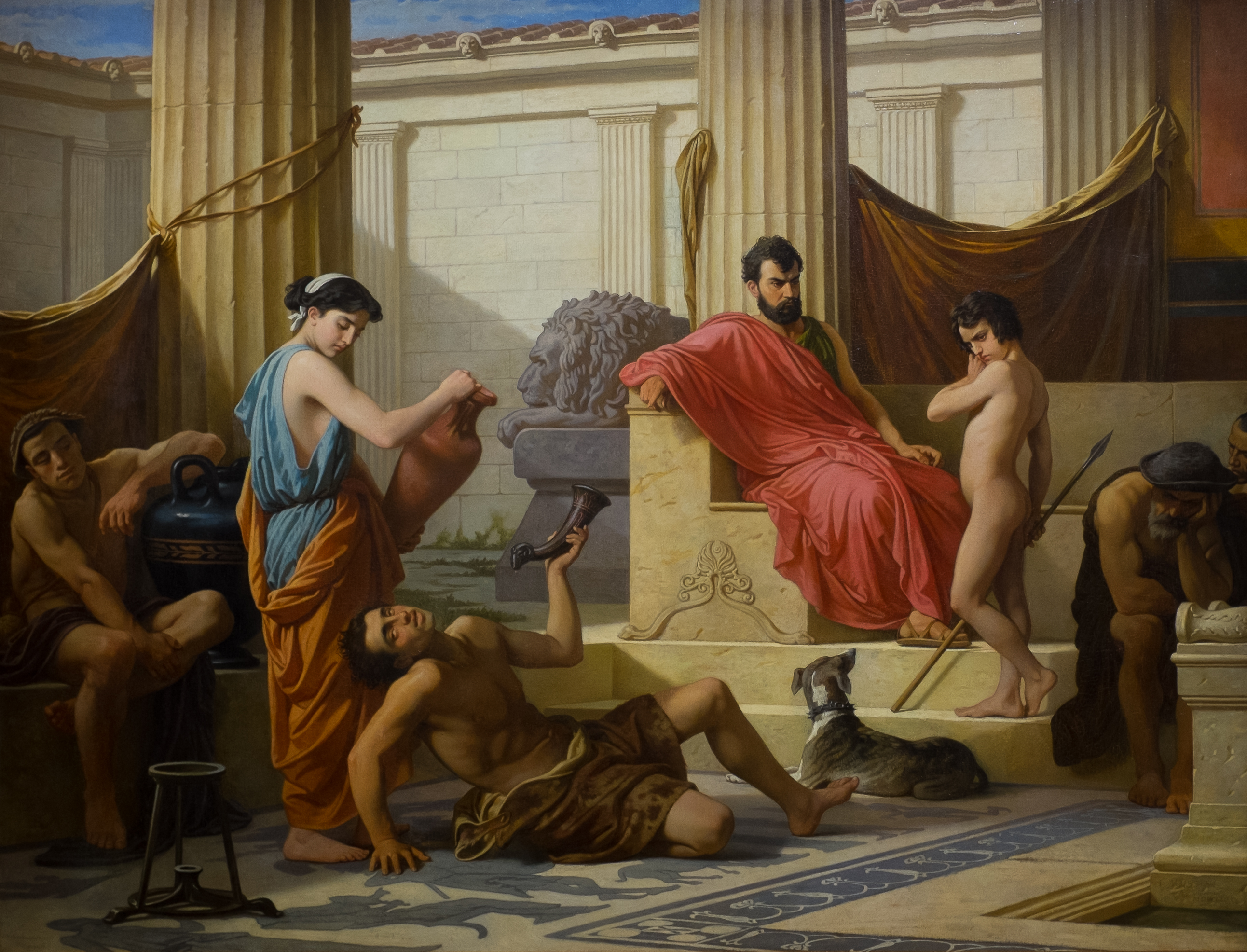
スパルタの教育